# Barão do Caí
Francisco Ferreira Porto (9 de dezembro de 1817 — Porto Alegre, 9 de fevereiro de 1884), o primeiro e único Barão do Caí (na grafia antiga, Cahy), um nobre e comerciante brasileiro do século XIX. 

## Biografia
Batizado em Porto Alegre, Francisco era filho do comendador Manoel Ferreira Porto, natural de Porto, em Portugal, e de Maria Antônia Nunes Bemfica, natural de Santo Antônio da Patrulha, no Rio Grande do Sul. 
Foi casado com Maria Luísa Meiffredy, filha do francês Louis Meiffredy, e deixou descendentes. Em 1890, já viúva, a baronesa do Caí residia em Marselha, na França,, onde faleceu aos 75 anos de idade, em 1922.
Foi um dos fundadores, em 1858, da Praça do Comércio, mais tarde Associação Comercial de Porto Alegre (ACPA), até hoje em funcionamento. 
Em 14 de setembro de 1870, aos cinquenta e dois anos de idade, foi agraciado pelo imperador Dom Pedro II com o título de barão, por sua contribuição financeira às tropas brasileiras na Guerra do Paraguai, Foi também Comendador da Ordem Militar de Nossa Senhora da Conceição de Vila Viçosa.
Seu corpo foi enterrado no Cemitério da Santa Casa de Misericórdia.

## Homenagens póstumas
Em março de 1884, havia um barco a vapor chamado de Barão do Cahyque subia e descia o rio homônimo.
Em Santo Antônio da Patrulha, foi fundada em 1960 a Escola Técnica de Comércio Barão do Cahy, mantida pela CNEG (Campanha Nacional de Educandários Gratuitos do Rio Grande do Sul) e extinta em 2000.